# Hongqi H6

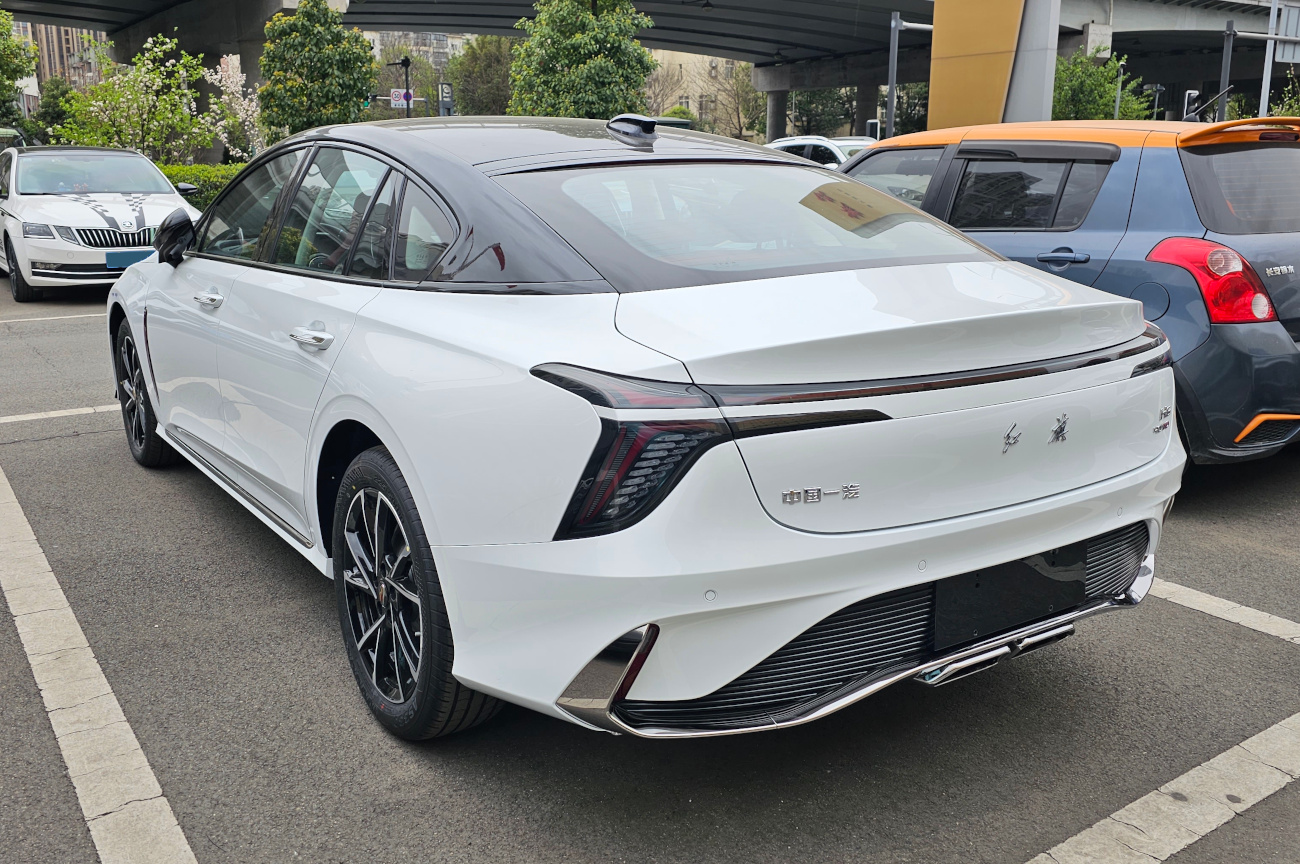
Heckansicht

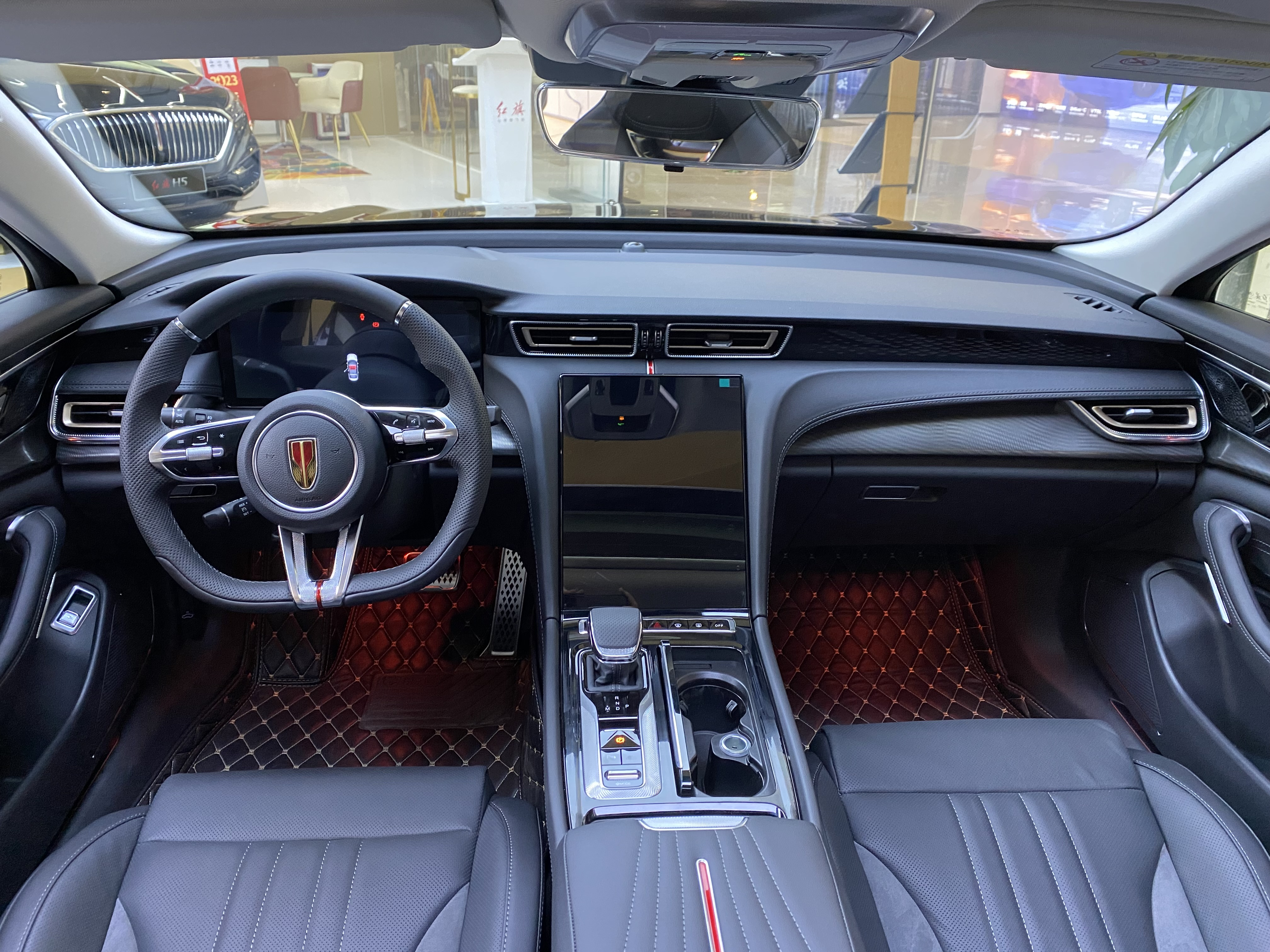
Innenansicht

Der Hongqi H6 ist eine Kombilimousine der oberen Mittelklasse der zum chinesischen Automobilhersteller China FAW Group gehörenden Marke Hongqi.

## Geschichte
Offiziell vorgestellt wurde der H6 im Dezember 2022 auf der Guangzhou Auto Show. Im März 2023 kam er auf dem chinesischen Heimatmarkt in den Handel. Seit Juni 2025 wird der Wagen auch in Russland angeboten.

## Technische Daten
Zum Marktstart gab es die 4,99 Meter lange Fließheck-Limousine mit einem 185 kW (252 PS) starken Zweiliter-Ottomotor. Im Juni 2024 folgte eine schwächere Version mit 165 kW (224 PS). Beide Varianten nutzen ein 8-Stufen-Automatikgetriebe. Die Höchstgeschwindigkeit beträgt 230 km/h. Das Kofferraumvolumen wird mit 592 Liter angegeben. In Russland gibt es nur eine 180 kW (245 PS) starke Version.
Die Limousine hat vorne MacPherson-Federbeine und hinten eine Mehrlenkerachse.
|                                             | 2.0T                       |                            |                            |
| Markt                                       | China                      | Russland                   | China                      |
| Bauzeitraum                                 | seit 06/2024               | seit 06/2025               | seit 03/2023               |
| Motorkenndaten                              |                            |                            |                            |
| Motortyp                                    | R4-Ottomotor               | R4-Ottomotor               | R4-Ottomotor               |
| Hubraum                                     | 1989 cm³                   | 1989 cm³                   | 1989 cm³                   |
| Motoraufladung                              | Turbolader                 | Turbolader                 | Turbolader                 |
| max. Leistung bei min−1                     | 165 kW (224 PS)            | 180 kW (245 PS) / 5000     | 185 kW (252 PS)            |
| max. Drehmoment bei min−1                   | 340 Nm                     | 380 Nm / 4500              | 380 Nm                     |
| Kraftübertragung                            |                            |                            |                            |
| Antrieb                                     | Vorderradantrieb           | Vorderradantrieb           | Vorderradantrieb           |
| Getriebe                                    | 8-Stufen-Automatikgetriebe | 8-Stufen-Automatikgetriebe | 8-Stufen-Automatikgetriebe |
| Messwerte                                   |                            |                            |                            |
| Leergewicht                                 | 1628 kg                    | 1740 kg                    | 1665 kg                    |
| Höchstgeschwindigkeit                       | 230 km/h                   | 230 km/h                   | 230 km/h                   |
| Beschleunigung, 0–100 km/h                  | 7,8 s                      | 7,0 s                      | 6,8 s                      |
| Kraftstoffverbrauch auf 100 km (kombiniert) | 6,5 l Super                | 6,8 l Super                | 6,6–6,8 l Super            |
| Abgasnorm                                   | China VI                   | k. A.                      | China VI                   |